# Glaucias amyoti
Glaucias amyoti ist eine Wanze aus der Familie der Baumwanzen (Pentatomidae). Im Englischen trägt die Wanzenart auch die Bezeichnungen Australasian green shield bug („Australasiatische grüne Schildwanze“) oder New Zealand vegetable bug („Neuseeland-Gemüsewanze“).

## Merkmale
Die 13 bis 18 Millimeter langen Wanzen sind hellgrün gefärbt. Von der sehr ähnlich aussehenden Art Nezara viridula unterscheidet sich Glaucias amyoti durch das Fehlen der drei hellen Flecke an der Schildchenbasis. Die ebenfalls ähnliche Art Cuspicona simplex ist kleiner und besitzt spitzere Winkel an den Seiten des Halsschildes.

## Verbreitung
Die Art kommt im Norden und Osten Australiens (Northern Territory, Queensland und New South Wales) vor. In Neuseeland ist sie auf der Nordinsel weit verbreitet, auf der Südinsel kommt sie lediglich in Nelson und im Distrikt Marlborough vor. Ferner ist die Wanzenart in Papua-Neuguinea, auf Palau und auf Timor vertreten.

## Lebensweise
Die Wanzen findet man häufig an Bäumen und Büschen. Sie treten nur gelegentlich im Gartenbau als minderbedeutende Schädlinge in Erscheinung. Die polyphagen Wanzen besitzen ein breites Spektrum an Wirts- und Futterpflanzen. Zu diesen zählen die Pflanzengattungen Coprosma, Griselinia und Myoporum.

## Taxonomie
In der Literatur werden folgende Synonyme verwendet:
- Rhaphigaster amyoti Dallas, 1851
- Zangis stali Schouteden, 1906

## Belege